# Дубинин, Александр Кузьмич
Александр Кузьмич Дубинин (10 августа 1907 — 27 декабря 1969) — советский военачальник, генерал-майор, участник советско-финской и Великой Отечественной войн.

## Биография
Родился 10 августа 1907 года на станции Павшино (ныне — Красногорский район Московской области). В 1925 году окончил три курса ткацкого техникума, в 1928 году — Московский вечерний коммунистический университет имени Я. М. Свердлова, в 1931 году — два курса Высшего инженерно-строительного училища. Член ВКП(б) с 1927 года.
1 октября 1931 года был призван Ленинградском городским военкоматом на службу в Военно-морской флот СССР. В 1934 году окончил факультет морского строительства Военно-инженерной академии имени В. В. Куйбышева, после чего остался в ней адъюнктом. Завершив обучение, преподавал на кафедре береговой фортификации Военно-морского флота и одновременно был начальником курса академии.
Участвовал в советско-финляндской войне, будучи с ноября 1939 года старшим помощником начальника 5-го отделения 1-го (оперативного) отдела Главного морского штаба. С июля 1940 года командир по разработке оперативно-тактического задания 1-го отдела Оперативного управления Главного морского штаба. Вместе со своими сослуживцами курировал Балтийский театр военных действий. Командировался на Балтийский флот, где проводил специальные рекогносцировки, содействуя повышению мощи ударов флота по противнику. В годы Великой Отечественной войны продолжал службу в Главном морском штабе, будучи командиром по оперативной части с апреля 1941 года и командиром-оператором 2-го отдела с августа 1943 года, выполнял специальные задания командования по созданию на балтийских военно-морских базах оборонительных рубежей, возведению на побережье противодесантной обороны. С мая 1944 года начальник 1-го отделения и заместитель начальника 7-го отдела (оперативного базирования ВМФ). С ноября 1944 года начальник 1-го отделения и заместитель начальника 9-го отдела Оперативного управления Главного морского штаба.
С июня 1946 года старший офицер-оператор морского отдела оперативного управления Генерального штаба Вооружённых сил СССР. С июня 1947 года в распоряжении Управления кадров ВМС, с августа – начальник 9-го отдела Оперативного управления генштаба ВМС. С сентября 1947 г. заместитель начальника Инженерного отдела, а с июля 1948 года – Инженерного управления 4-го ВМФ. С ноября 1950 года начальник инженерного управления 5-го ВМФ. С июня 1951 года помощник командующего, с августа 1952 года заместитель командующего по строительству и расквартированию 5-го ВМФ. С июля 1953 г.юода заместитель командующего по строительству и расквартированию Тихоокеанского флота. С марта 1956 года старший преподаватель кафедры тактики и инженерного обеспечения Высшего инженерно-технического училища Военно-морского флота СССР.
31 декабря 1957 года был уволен в запас. Умер 27 декабря 1969 года.

## Воинские звания
Подполковник
Генерал-майор инженерно-технической службы — 03.11.1951
Инженер-генерал-майор — 05.05.1952

## Награды
Орден Красного Знамени (1951);
Отечественной войны I степени (1945);
Орден Красной Звезды (1946);
Медаль «За боевые заслуги»;
Медаль «За оборону Ленинграда»;
Медаль «За победу над Германией в Великой Отечественной войне 1941–1945 гг.»;
Медаль «За победу над Японией».